# Kandaurove (Velîka Severînka), Kirovohrad
Kandaurove (în ucraineană Кандаурове) este un sat în comuna Velîka Severînka din raionul Kirovohrad, regiunea Kirovohrad, Ucraina.

## Demografie
Componența lingvistică a localității Kandaurove
     Ucraineană (96,43%)
     Rusă (3,57%)
Conform recensământului din 2001, majoritatea populației localității Kandaurove era vorbitoare de ucraineană (96,43%), existând în minoritate și vorbitori de rusă (3,57%).